# Deportivo Alavés
Deportivo Alavés este un club de fotbal spaniol din Primera División cu sediul în Vitoria (Gasteiz), în Țara Bascilor. Echipa își dispută meciurile de acasă pe stadionul Mendizorroza, cu o capacitate de 19,840 de locuri.
Echipamentul cu care își dispută meciurile de acasă este de albastru cu dungi albe, șorturi albastre și jambiere albe.
Alavés a ajuns până în finala Cupei UEFA în 2001, pierzând cu 5-4 în fața lui Liverpool. Deși Alavés a retrogradat după sezonul 2003-2004, echipa și-a recâștigat statutul într-un singur sezon, dar mai apoi a coborât iar în liga a doua și apoi în a treia divizie.

## Palmares
- Promovează în Primera División în sezonul 1930-1931.
- Promovează în Primera División în sezonul 1954-1955.
- Promovează în Primera División în sezonul 1998-1999.
- Finaliști ai Cupei UEFA în 2001.
- Promovează în Primera División în sezonul 2004-2005.

- 1 participare în UEFA Cup
- 10 sezoane în Prima Divizie
- 31 sezoane în Secunda Divizie
- 8 sezoane în Secunda Divizie B
- 22 sezoane în Terța Divizie

## Lotul actual 2025/2026
La 11 august 2025.
| Nr. |                      | Poziție | Jucător                            |
| --- | -------------------- | ------- | ---------------------------------- |
| 1   | Spania               | P       | Antonio Sivera (căpitan)           |
| 2   | Malaysia             | F       | Facundo Garcés                     |
| 3   | Maroc                | F       | Youssef Enríquez                   |
| 4   | Serbia               | F       | Nikola Maraš                       |
| 6   | Spania               | M       | Ander Guevara (vice-căpitan)       |
| 7   | Spania               | M       | Carlos Vicente                     |
| 8   | Spania               | M       | Antonio Blanco                     |
| 9   | Republica Dominicană | A       | Mariano Díaz                       |
| 10  | Spania               | M       | Carles Aleñá                       |
| 11  | Spania               | A       | Toni Martínez                      |
| 14  | Argentina            | F       | Nahuel Tenaglia (al 3-lea căpitan) |

| Nr. |          | Poziție | Jucător                             |
| --- | -------- | ------- | ----------------------------------- |
| 16  | Spania   | F       | Hugo Novoa                          |
| 17  | Spania   | F       | Jonny Otto                          |
| 18  | Spania   | M       | Jon Guridi                          |
| 19  | Spania   | M       | Pablo Ibáñez                        |
| 20  | Brazilia | M       | Calebe (împrumutat de la Fortaleza) |
| 21  | Algeria  | M       | Abde Rebbach                        |
| 22  | Mali     | F       | Moussa Diarra                       |
| 23  | Uruguay  | M       | Carlos Protesoni                    |
| 24  | Spania   | F       | Víctor Parada                       |
| 25  | Spania   | P       | Raúl Fernández                      |
| 27  | Spania   | M       | Lander Pinillos                     |

## Jucători celebri
- Ciriaco
- Iván Campo
- Jordi Cruijff
- Karmona
- Olivares
- Quincoces
- Téllez
- Jorge Valdano

## Antrenori
| - Amadeo García (1926–27) - Walter Harris (1928) - Ramón Encinas (1931–32) - Amadeo García (1932–39) - Baltasar Albéniz (1939) - Francisco Gamborena (1940–41) - Baltasar Albéniz (1947–48) - Manuel Echezarreta (1954–56) - Rafael Iriondo (1958–59) - Manuel Echezarreta (1959–60) - Ignacio Izagirre (1968–69) (coach) - Ferenc Puskás (1968–69) (technical director) - García de Andoin (1972) - Koldo Aguirre (1972–73) - Ignacio Eizaguirre (1975) - Joseíto (1976–78) | - Jesús Aranguren (1978–80) - García de Andoin (1980–82) - Mané (1984–85) - Nando Yosu (1985–86) - Luis Costa (1992–93) - José Antonio Irulegui (1993–94) - Jesús Aranguren (1994–97) - Mané (1997–03) - Jesús Aranguren (2003) - Pepe Mel (2003–04) - Juan Carlos Oliva (2006) - Julio Bañuelos (2006) - Fabri (2007) - Josu Uribe (2007–08) - Julio Bañuelos (2008) - José María Salmerón (2008) | - Manix Mandiola (2008–09) - Javi López (2009) - Luis de la Fuente (2011) - José Carlos Granero (2011–12) - Natxo González (2012–13) - Juan Carlos Mandiá (2013–14) - Alberto López (2014–15) - José Bordalás (2015–16) - Mauricio Pellegrino (2016–17) - Luis Zubeldía (2017) - Gianni De Biasi (2017) - Abelardo (2017–19) - Asier Garitano (2019–) |

## Alte detalii
- Membri asociați: 12,000
- Cluburi de fani: 8
- Adresă: Pº. de Cervantes, s/n., Vitoria, Álava,

Țara Bascilor, Spania.